# 欣斯卡特贝里市镇
欣斯卡特贝里市镇（瑞典語：Skinnskattebergs kommun）是瑞典中部西曼兰省的一个市镇。其治所位于欣斯卡特贝里。